# José Nicolau Tolentino de Carvalho
José Nicolau Tolentino de Carvalho (nascido em 1910) foi um político brasileiro.
Foi presidente da província do Rio Grande do Norte, de 18 de abril de 1877 a 6 de março de 1878.